# Stade Guido-Teghil
Le stade Guido-Teghil (en italien : Stadio Guido Teghil), est un stade omnisports italien (principalement utilisé pour le football et le rugby à XIII) situé dans la ville de Lignano Sabbiadoro, au Frioul-Vénétie julienne.
Le stade, doté de 5 000 places, sert d'enceinte à domicile à l'équipe de football du Pordenone Calcio, ainsi qu'à l'équipe d'Italie de rugby à XIII.
Le stade porte le nom de Guido Teghil, premier maire de la commune.

## Histoire
En 2020, après l'échec de l'accord avec la commune de Fontanafredda pour l'utilisation de son stade Omero-Tognon, le Pordenone Calcio (à la recherche d'un nouveau terrain pour jouer ses matchs à domicile) décide de s'installer au Stade Guido Teghil.
Cela implique alors pour le stade la nécessité d'importantes modernisations pour obtenir l'agrément pour accueillir des matches de Serie B. Les travaux, financés à 900 000 € pris en charge par l'administration communale et régionale, comprennent la reconstruction du terrain en herbe, l'activation de nouveaux éclairages et du système de vidéosurveillance, la mise à niveau des locaux techniques (salle de presse, et vestiaires), l'installation de nouveau mobilier (banquettes latérales et nouveaux sièges sur toutes les tribunes), la reconfiguration des tribunes existantes (avec refonte des portillons d'accès, renforcement de services, pose de clôtures, tourniquets, aménagement d'espaces pour les opérateurs journalistiques et radio et télévision), l'installation d'un nouvel escalier préfabriqué de 800 places (pour atteindre un total de 5 000 places), ainsi que l'ouverture de nouveaux parkings,.
Après avoir disputé les deux premières journées du championnat 2020-2021 à l'extérieur, Pordenone fait ses débuts au Teghil renouvelé le 17 octobre 2020, faisant match nul 3-3 contre le S.P.A.L..

## Événements

### Matchs internationaux de rugby à XIII
| 2 novembre 2019 | Qualif. coupe du monde 2021 | Italie — Espagne | 34-4 | — |

### Concerts donnés au stade Guido Teghil
| Artiste                      | Date               |
| Cesare Cremonini & Negramaro | 2018               |
| Tiziano Ferro                | 2017               |
| Ultimo                       | 2018               |
| Vasco Rossi                  | 2016, 2018 et 2019 |